# Adoni
Adoni é uma cidade comercial e um município no distrito de Kurnool, no estado indiano de Andra Pradexe. Está localizada a 225 km de Haiderabade e a 494 km de Madras (por comboio). Tem uma população de 164 000 habitantes (2005). Era um praça-forte do reino medieval de Vijaianagara. Hoje em dia possui uma indústria têxtil substancial.

## História
Adoni esteve sob o domínio da casta Yadav até ao século XVI. Nessa altura, a localidade chamava-se Yadavagiri. De Yadavagiri mudou para Adavani durante o domínio islâmico.

## Geografia
Adoni está localizada a 15° 38′ N, 77° 17′ L. Tem uma altitude média de 435 metros (1 427 pés).

## Demografia
Segundo o censo de 2001, Adoni tinha uma população de 155 969 habitantes. Os indivíduos do sexo masculino constituem 51% da população e os do sexo feminino 49%. Adoni tem uma taxa de literacia de 52%, inferior à média nacional de 59,5%; com 59% para o sexo masculino e 41% para o sexo feminino. 13% da população está abaixo dos 6 anos de idade.

## Turismo
Alguns dos locais de interesse são:
- Templo da deusa Laxmamma;
- Ranamadala Konda;
- Baichigeri Saibaba Ashramam;
- Mantralayam.

Télugo, canarês, urdu são as línguas mais faladas em Adoni. Possuí uma mistura de cultura Andra e Carnataca. Foi também já conhecida como a Segunda Bombaim devido ao seu potencial na área têxtil.